# Sternarchorhynchus severii
Sternarchorhynchus severii är en fiskart som beskrevs av De Santana och Penido J.C. Nogueira 2006. Sternarchorhynchus severii ingår i släktet Sternarchorhynchus och familjen Apteronotidae. Inga underarter finns listade i Catalogue of Life.